# باري ماكجيجان
باري ماكجيجان (بالإنجليزية: Barry McGuigan) مواليد 28 فبراير 1961 في مقاطعة موناغان، جزيرة أيرلندا، هو ملاكم أيرلندي سابق صنّف ضمن فئة وزن الريشة. سبق أن شارك في دورة الألعاب الأولمبية الصيفية.

## إحصائيات
خاض خلال مسيرته 35 نزالا، فاز في 32 وتعادل في 0 وخسر في 3. فاز بالضربة القاضية في 28 نزالا.

## الميداليات
| الميدالية | المسابقة                  |
| --------- | ------------------------- |
| ذهبية     | دورة ألعاب الكومنولث 1978 |

## روابط خارجية
- باري ماكجيجان على موقع بوكس ريك (الإنجليزية) (registration required)
- باري ماكجيجان على موقع أوليمبيديا (الإنجليزية)